# قزل‌آلای دالی واردن
قزل‌آلای دالی واردن (انگلیسی: Dolly Varden trout) گونه‌ای از ماهی قزل‌آلا و بومی شاخه‌های آب سرد اقیانوس آرام در آسیا و آمریکای شمالی است. این ماهی از جنس آزادماهی‌های شکم‌رنگی است که شامل ۵۱ گونه شناخته شده‌است که برجسته‌ترین آن‌ها قزل‌آلای جویبار، قزل‌آلای دریاچه، قزل‌آلای گاوی و همچنین آزادماهی قطبی هستند.
اگرچه بسیاری از گروه‌های قزل‌آلای دالی واردن نیمه‌رود-رو هستند، جمعیت‌های رودخانه‌زی و دریاچه‌زی نیز در سراسر محدوده آن وجود دارند. 